# بنو جهور
بنو جهور يعود أصل الأسرة في الأندلس إلى بني أبي عبدة، وأحد أعوان عبد الرحمن الداخل مؤسس الدولة الأموية، وكان دخوله الأندلس عام 113 هـ، استعمله عبد الرحمن الداخل على إشبيلية فقضى على ثورة العلاء بن المغيث الجذامي في باجة، ثم حكم غرب الأندلس كله خمسة أعوام. وقد تعاقب نسل حسان شأنهم في ذلك شأن أبناء الأمويين على مناصب الدولة العليا كالقيادة والوزارة والكتابة والحجابة طوال حقبة الحكم الأموي.

## بداية حكم أبي الحزم
كان على رأس هذه الأسرة أواخر أيام العامريين، وقبيل الفتنة الوزير أبو الحزم جهور بن محمد بن عبيد الله. ودمرت الفتنة التي دامت أكثر من اثنين وعشرين عاماً (399-422هـ/1009 - 1031م) قرطبة بعدما أصبحت ميدان حرب بين القوى المتصارعة على حكم الأندلس من بربر وعبيد صقالبة وعامة قرطبيين، وقد نصبت كل منها أحد الأمويين خليفة كي تحكم الأندلس باسمه، ولكن أهل قرطبة وضعوا حداً لهذه الفتنة بخلع آخر خليفة أموي في 12 ذي الحجة 422 هـ/29 تشرين الثاني 1031. ورأت مشيخة الجماعة فيها أن أبا الحزم جهور بمؤهلاته ومكانته هو الملائم لحكمها فعرضوا عليه الإمرة فقبلها شريطة مشاركة ابني عمه محمد بن عباس وعبد العزيز بن حسن فيها، فوافقوا وخلعوا من دونهم من الرؤساء في المدينة، وقامت بذلك في الأندلس طائفة جديدة حملت اسم المؤسس جهور.
أقام أبو الحزم جهور نظام حكم متميزاً عن أنظمة دول الطوائف الأخرى، ولذلك لم يعد حكمه انفصالاً عن الخلافة الأندلسية، وعد أبو الحزم نفسه ممسكاً بالوضع ريثما يجمع الأندلسيون على خليفة، وتدليلاً على ذلك لم ينتقل إلى قصور الخلافة ولا صلّى في مقصورة الخلفاء بالمسجد، وعلى صعيد الممارسة للسلطة، كان يشاور المشيخة في كل أمر جليل قبل إبرامه، وجعل المال المجبى بيد ثقات الموظفين يُنفق منه على الضرورات بمعرفتهم ويحفظ ما تبقى لديهم، وجعل أبو الحزم لنفسه وللوزراء مبلغاً معيناً يتقاضونه في كل شهر من بيت المال لا حقّ لهم في تخطيه، ويقوم هو بالإشراف على عملهم، وقد وفر الأمن داخلياً بإخراج عناصر الاضطراب من قرطبة، كالبربر الطارئين ولم يبق من الجند إلاّ الأعيان، الذين وجدوا العون عند الضرورة من أهل الأسواق بعدما وزع جهور السلاح عليهم وأمرهم بحفظه في الدكاكين والبيوت. ويبدو أن الأمن ساد في المدينة، وقد مال القضاة في عهده إلى اللين كدرء الحدود بالشبهات وتجنب تطبيق عقوبة الإعدام لعدم وجود إمام مجمع عليه. وأفلح جهور اقتصادياً في إعادة عجلة الاقتصاد إلى الدوران بإجبار التجار على استثمار رؤوس أموالهم، إذ أحصاها عليهم وجعل لهم الحق بأرباحها فحسب وأخضعها للتفتيش بين حين وآخر، وأرفق كل ذلك بمسالمة دول الطوائف حوله وهذا ما ساعد في تنشيط حركة التجارة معها. وقد ظهرت نتائج هذه السياسة بوضوح في نشاط حركة الإعمار بقرطبة وتحرّك الأسعار فيها. كانت العقبة الوحيدة التي اعترضت عمل جهور في أواخر حكمه، إعلان محمد بن عباد ملك إشبيلية عن عثوره على هشام المؤيد، آخر الخلفاء الأمويين قبل الفتنة والذي أعْلِن عن موته أكثر من مرة سابقاً، وطلبه من ملوك الطوائف الآخرين الاعتراف بخلافته. وقد رفض جهور هذا الزعم فعرّض قرطبة لهجوم جيش عبّادي سنة 431 هـ/1039-1040، ولكنه عجز عن اقتحام أسوارها، فعوّض ابن عباد عنه بفتح بعض الحصون التابعة لها وقطع الطرق المؤدية إليها. وتحقق خلاص قرطبة من جراء التنافس بين ملوك الطوائف، إذ تحرك الزيريون أصحاب غرناطة لمجابهة الجيش العبّادي وهزموه وقتلوا قائده.
توفي جهور في عام 435 هـ/1043، وخلفه ابنه أبو الوليد محمد الذي حذا حذو ملوك الطوائف الآخرين، واتخذ لنفسه لقباً خلافياً هو «الرشيد» معبراً بذلك عن استقلال قرطبة. فيما عدا ذلك سار على سنة والده في تنشيط الحياة الاقتصادية، فأصدر القرارات الخاصة بإعادة أملاك الغائبين الذين غادروا قرطبة زمن الفتنة إلى أربابها، وتوسط بين المتقاتلين من دول الطوائف بجواره، كتوسطه بين ابن عباد ملك إشبيلية وابن الأفطس ملك بطليوس سنة 443 هـ/1051، وأدى هذا الأمر إلى إبقاء طرق التجارة مفتوحة، ومن ناحية أخرى زادت موارد قرطبة ببيع قطع مستخرجة من خرائب القصور والمدن الملكية الأموية التي ازداد الطلب عليها من قبل ملوك الطوائف الآخرين.
اعتمد محمد بن جهور في الإدارة على متولي النظر في المسجد الجامع إبراهيم بن محمد بن يحيى المعروف بابن السقاء، فعلا مقامه وكثر أتباعه، وازدادت هيمنته بتقدم سيده في السن، فأثار ذلك حفيظة عبد الملك الابن الأصغر للملك فدبر مقتل ابن السقاء في 23 رمضان 455هـ/20 أيلول 1063م بتحريض من المعتضد العبادي ليزيحه عن طريق تحقيق أطماعه بقرطبة. فزاد هذا التدبير من قوة عبد الملك مقارنة بقوة أخيه الأكبر عبد الرحمن، واحتدمت المنافسة بينهما فقام الأب بقسمة سلطانه بينهما، فجعل للأكبر شؤون الإدارة والمال وللأصغر شؤون الجيش والحرب، أي إنه ملّكه أسباب القوة التي زادها بمصدر خارجي عن طريق توثيق علاقاته بالمعتضد بن عباد صاحب إشبيلية، ثم استبد عبد الملك بالأمور دون أخيه، وجعله حبيس منزله، ثم عظم نفسه أكثر بتسمية نفسه ذا السيادتين المنصور بالله الظافر بفضل الله، وتمّ كل ذلك في وقت وصلت فيه دولتان في توسعهما إلى حدود دولة بني جهور، فقد سيطر يحيى بن ذي النون، صاحب طليطلة، على حصن المدور في شمال شرقي قرطبة، وقرمونة القريبة من إشبيلية، فعرض عليه صاحبها المعتضد بن عباد النزول عنها مقابل إطلاق يد ابن ذي النون في احتلال قرطبة. ظن ابن ذي النون أنه انفرد بها وهاجمها سنة 461 هـ/1069، على الأرجح، فاستنجد عبد الملك بأصدقائه العباديين الذين أمدوه بـ 1300 جندي، فاضطر ابن ذي النون إلى الرحيل. ظلّ العباديون بعدها يتظاهرون بالاستعداد للرحيل عن قرطبة، وبعدها ثار بالتواطؤ معهم الناقمون القرطبيون على حاكمهم عبد الملك، ودخل العباديون المدينة ليخلعوا بني جهور في 21 شعبان 461 هـ/16 حزيران 1069، ويلحقوا قرطبة بدولتهم وينفوا بني جهور إلى جزيرة شلطيش.

## الشعر والأدب عند بني جهور
كان بنو جهور شعراء يقدرون الشعر ويتذوقونه، فعاش في كنفهم عدد من الأدباء والشعراء كأبي مروان الطبني وابن ذكوان وابن بُرد الأصغر. إلا أن أشهر شخصية أدبية عاصرتهم هي شخصية ابن زيدون (ت 462 هـ/1069) الذي احتل منصب الوزارة مدة في أثناء حكمهم، وكانت معظم أحداث حياته متصلة بهم، فنظم القصائد الطويلة فيهم، وكان له الدور السياسي والأدبي الأول في قرطبة زمن حكمهم. واشتهر في عهدهم كذلك ابن حزم (ت 456 هـ/1063) الذي قال عنه ابن بشكوال:
 وعاش ابن حيان (ت 469 هـ/1076) أكبر مؤرخ عربي ظهر في الأندلس أطول حقبة من حياته في كنف بني جهور.

## حكام بني جهور
- أبو الحزم بن جهور 1031 - 1043
- أبو الوليد بن جهور 1043 - 1070
- عبد الملك بن جهور 1058 - 1070